# Mitja Drinovec
Mitja Drinovec, slovenski biatlonec, * 22. februar 1996, Kranj.
Drinovec je za Slovenijo nastopil na zimskih olimpijskih igrah leta 2018 v Pjongčangu, ko je najboljšo uvrstitev dosegel z desetim mestom v štafeti 4 × 7,5 km. Leta 2019 je edinkrat nastopil na svetovnih prvenstvih, dosegel je 26. mesto v mešani štafeti in 85. mesto v šprintu.